# Holothrix buchananii
Holothrix buchananii är en orkidéart som beskrevs av Rudolf Schlechter. Holothrix buchananii ingår i släktet Holothrix och familjen orkidéer. Inga underarter finns listade i Catalogue of Life.